# Андонг
Андонг, също Андон-си (на корейски: 안동시) е град (си) в Югоизточна Южна Корея, столица на провинцията Кьонсан-Пукто. Той е най-големият град в северната част на провинцията. Разположен е на брега на река Нактонган. Градът е известен като „Столицата на корейската духовна култура“. От 1970 г. Андонг се развива бързо, като за 30 години утроява броя на населението си. Днес той е голям туристически и културен център. Андонг е известен като център на националната култура на Корея, където са се запазили много древни традиции. Популярни сред туристите са националните корейски маски от Андонг.

## История
Андон е основан през 1 г. от нашата ера. Тогава се е наричал Кочхан. По време на трите корейски царства е под управлението на кралство Сила. През 930 г. тук протича Битка при Кочхан между армиите на Късното Пекче и Когурьо, водена от Ван Гон, който завладява града и го преименува на Андонг.
След установяването на династията Чосон Андонг става център на конфуцианството. Оттук произлизат много конфуциански философи, като един от най-знаменитите сред тях е Ли Хван (1501 – 1570). В старостта си Ли Хван се връща в Андонг и основава конфуцианската академия Тосан-совон. В течение на този период андонгските фамилии оказват съществено влияние върху политическия живот на Корея.
През периода от XVI до XVIII век влиянието на Андонг силно намалява. През XIX век местната династия Ким се сродява с кралската и започва отново да оказва силно влияние върху кралското семейство.
През 1650 г. в историята на Андонг се случва нещо необичайно – японският посланик бяга от територията на японското представителство в Пусан и с помощта на корейци се укрива в Андонг. Обаче, тъй като не желае да изостря отношенията с Япония, господарят Хьоджон заповядва да го задържат ида го предадат на представителите на княжеството Цушима. Корейците, които му помогнали да се укрие в Андонег, били наказани по корейските закони.
Андон е арена на ожесточени сражения по време на Корейската война през 1950-те години. Въпреки че градът бил силно разрушен, възстановяването му става за кротък срок. През 1976 г. е построена Андонгската ВЕЦ, осигуряваща електричеството на града.
През 1999 г. кралица Елизабет II отбелязва в града своя 73-ти рожден ден.